# Marco Filiberti
Marco Filiberti (Milano, ...) è un regista, sceneggiatore, drammaturgo, scrittore e attore italiano.

## Biografia
Dopo essersi laureato in storia del teatro francese all'Università degli Studi di Milano, sua città natale, si specializza in regia e drammaturgia frequentando diverse accademie internazionali. Come cantante e attore, debutta a teatro nei primi anni novanta con il Don Giovanni di Mozart, diretto da Claudio Desderi. Si cimenta con grandi autori (Shakespeare, Brecht, Bernstein) interpretando opere come Sogno di una notte di mezza estate, L'opera da tre soldi e West Side Story. Contemporaneamente mette in scena Tre monologhi per Marisa Fabbri, e pubblica alcuni dischi per etichette quali CNI, Warner e Fonit Cetra, in cui interpreta i Songs di George Gershwin.
Il suo esordio cinematografico avviene nel 2001 con il cortometraggio Vespero a Tivoli che vince il Festival del Cinema di Salerno e viene presentato al Los Angeles Film Festival.
Nel 2003 esce il primo film, Poco più di un anno fa - Diario di un pornodivo, nel quale Filiberti è sia regista che principale interprete; il film viene presentato in selezione ufficiale al Festival del Cinema di Berlino e vince numerosi premi tra i quali il Globo d'Oro Speciale 2003 dalla stampa estera. Al film Marco Filiberti dedica il diario Poco più di un anno fa, curato dallo sceneggiatore e critico Italo Moscati e corredato di un saggio dello stesso.
Del 2006 è il cortometraggio Sulle tracce di Medora. Nello stesso anno torna a teatro con Le donne, i cavallier, l'armi pietose canto..., opera nella quale l'autore rielabora i poemi cavallereschi di Ludovico Ariosto e Torquato Tasso e che lo vede impegnato anche come attore protagonista; una ripresa dello spettacolo è inserita nella stagione 2007/2008 del teatro Ambra Jovinelli di Roma.
Nel 2007 presenta sempre all'Ambra Jovinelli lo spettacolo Arc en Ciel, realizzato con Anna Mastrangelo e interpretato, oltre che dall'autore stesso, da Alberto Ferrara e Barbara Mangano.
Nel 2009 esce Il compleanno: il film viene presentato alla Mostra del Cinema di Venezia nella sezione Controcampo italiano; la pellicola è distribuita negli Stati Uniti col titolo di David's birthday. Fra gli attori coinvolti: Alessandro Gassman, Maria de Medeiros, Massimo Poggio, Michela Cescon, Christo Jivkov, Thyago Alves, Piera degli Esposti, Eleonora Mazzoni, Paolo Giovannucci. Sempre del 2009 è il libro Il mélo ritrovato: scritto da tre eminenti personalità della cultura cinematografica italiana (Giovanni Spagnoletti, Mario Dal Bello, Massimo Giraldi), il volume analizza il linguaggio cinematografico di Marco Filiberti con particolare riguardo alle dinamiche melodrammatiche che presenta e alla complessa rete di influenze culturali che lo fondano.
Nel 2012 avviene la svolta nella sua attività teatrale: nell’accadimento teatrale Byron’s ruins, profondamente ispirato (fin dal titolo) all'opera e alla figura di George Gordon Byron. Prodotto dalla Fondazione Pergolesi-Spontini di Jesi e dai Teatri delle Marche, Byron’s ruins per la prima volta pone al centro della sua riflessione in modo deciso il dissolvimento degli archetipi nella selva della modernità; è la prima affermazione esplicita della “drammaturgia del rovinismo”, che da qui in avanti segna tutta l'opera dell'autore.
Nel 2013, dopo essersi trasferito in Val d'Orcia, fonda l'associazione culturale le Vie del Teatro in Terra di Siena: un cantiere di teatro connesso al territorio e improntato a quella stessa “drammaturgia del rovinismo” inaugurata l'anno precedente. La prima produzione delle Vie del Teatro è Conversation Pieces, ispirato ancora a Lord Byron (Manfred e Cain).
Il monumentale Il crepuscolo di Arcadia, del 2015, chiude la trilogia teatrale Il pianto delle Muse. L'intera trilogia è edita nel cofanetto Il pianto delle Muse - Trilogia apocalittica per un'opera-mondo di Marco Filiberti curato da Pierfrancesco Giannangeli per Titivillus: il cofanetto comprende i tre DVD con le tre stazioni della trilogia (Byron’s ruins, Conversation Pieces, Il crepuscolo di Arcadia) e una brossura che comprende i copioni e un epilogo firmato da Grazia Marchianò Zolla.
All'esperienza di Il pianto delle Muse è ispirato il lungometraggio Cain, dello stesso 2015.
Il 2017 è l'anno del Kammerspiel Intorno a Don Carlos - prove d'autenticità, ispirato a Friedrich von Schiller. La drammaturgia è pubblicata nel volume edito da Titivillus Intorno a "Don Carlos" - prove d'autenticità da Friedrich Schiller, che contiene anche una postfazione di Giulio Baffi e un saggio di Marco Filiberti stesso intitolato Epitaffio per il Sublime.
Nello stesso 2017 inizia la lavorazione del lungometraggio Parsifal, le cui riprese si sono svolte fra il settembre 2019 e l'inverno successivo.

## Opere

### Teatro
- Tre monologhi (per Marisa Fabbri), 1994 (Sala Verdi di Milano)
- Proust-Hahn: une amitié entre deux siècles dall'epistolario di Valentin Louis Georges Eugène Marcel Proust, 1996 (Università degli Studi di Milano)
- Quello che le donne non dicono, 2004 (Piccolo Eliseo di Roma)
- Le donne, i cavalier, l'armi pietose canto, 2006 (Teatro di Documenti di Roma) e 2007/2008 (Ambra Jovinelli di Roma)
- Arc en Ciel, 2007 (Ambra Jovinelli di Roma)
- Il pianto delle Muse, trilogia per un'opera-mondo:
  - Byron's Ruins, 2012 (Teatro V. Moriconi di Jesi)
  - Conversation Pieces da Cain e Manfred di lord George Gordon Byron, 2013 (le Vie del Teatro in Terra di Siena a Sarteano)
  - Il crepuscolo di Arcadia, 2015 (Teatro Comunale degli Avvaloranti di Città della Pieve)
- Intorno a Don Carlos: prove d'autenticità da Johann Christoph Friedrich von Schiller, 2017 (Teatro V. Moriconi di Jesi e Teatro Comunale degli Avvaloranti di Città della Pieve)
- Conversation Pieces II: un mistero da lord George Gordon Byron, 2018 (XLIII Cantiere Internazionale d'Arte di Montepulciano)

### Cinema
- Vespero a Tivoli (cortometraggio), Italia 2001
- Poco più di un anno fa - Diario di un pornodivo (drammatico), Italia 2003
- Sulle tracce di Medora (cortometraggio), Italia 2006
- Il compleanno (drammatico), Italia/Francia 2009
- Cain (drammatico), Italia 2014
- Parsifal, Italia 2021

### Scritti
- Poco più di un anno fa - Un film di Marco Filiberti con una postfazione di Italo Moscati, Roma, Fabio Croce Editore, 2003
- Il mélo ritrovato - Il compleanno di Marco Filiberti a cura di Domenico Ponziano, Roma, De Luca Editori d'Arte, 2009
- Il pianto delle Muse - Trilogia apocalittica per un'opera-mondo di Marco Filiberti a cura di Pierfrancesco Giannangeli e con un epilogo di Grazia Marchianò, Corazzano, Titivillus Mostre Editoria, 2016
- Intorno a "Don Carlos" - prove d'autenticità da Friedrich Schiller con una postfazione di Giulio Baffi, Corazzano, Titivillus Mostre Editoria, 2017